# Kristopher Gilchrist
Pour les articles homonymes, voir Gilchrist.
Kristopher Gilchrist (né le 3 décembre 1983 à Édimbourg en Écosse) est un nageur britannique spécialiste des épreuves de brasse.

## Palmarès

### Jeux olympiques
| Épreuve / Édition | Pékin 2008                               |
| 100 m brasse      | 27e temps des séries 1 min 1 s 34        |
| 200 m brasse      | 13e temps des demi-finales 2 min 10 s 27 |

### Championnats du monde

#### En petit bassin
- Championnats du monde 2008 à Manchester ( Royaume-Uni) :
  -  Médaille d'or du 200 m brasse.

### Championnats d'Europe

#### En grand bassin
- Championnats d'Europe 2006 à Budapest ( Hongrie) :
  -  Médaille de bronze du 200 m brasse.

### Jeux du Commonwealth
Lors des Jeux du Commonwealth, Kristopher Gilchrist représente l'Écosse.
- Jeux du Commonwealth de 2006 à Melbourne ( Australie) :
  -  Médaille de bronze au titre du relais 4 × 100 mètres 4 nages.

## Records

### Records personnels
Ces tableaux détaillent les records personnels de Kristopher Gilchrist en grand et petit bassin.
| Épreuve      | Temps        | Compétition                     | Lieu                   | Date            |
| 100 m brasse | 1 min 0 s 57 | Championnats de Grande-Bretagne | Sheffield, Royaume-Uni | 17 mars 2009    |
| 200 m brasse | 2 min 9 s 01 | Championnats du monde           | Rome, Italie           | 30 juillet 2009 |

| Épreuve      | Temps        | Compétition           | Lieu              | Date             |
| 100 m brasse | 57 s 97      | Championnats d'Europe | Istanbul, Turquie | 10 décembre 2009 |
| 200 m brasse | 2 min 4 s 16 | Championnats d'Europe | Istanbul, Turquie | 13 décembre 2009 |